# سانت خاومه د انبخا
سانت خاومه د انبخا (به اسپانیایی: Sant Jaume d'Enveja) یک شهرستان در اسپانیا است که در استان تاراگونا واقع شده‌است.

## خصوصیات
سانت خاومه د انبخا ۶۰٫۷۸ کیلومترمربع مساحت و ۳٬۵۲۸ نفر جمعیت دارد و ۷ متر بالاتر از سطح دریا واقع شده‌است.